# Sapromyza rubescens
Sapromyza rubescens är en tvåvingeart som beskrevs av Macquart 1843. Sapromyza rubescens ingår i släktet Sapromyza och familjen lövflugor. Inga underarter finns listade i Catalogue of Life.